# Robert Bukvić
Robert R. Bukvić (* 14. Juli 1980 in Berlin) ist ein deutscher Unternehmer und ehemaliger Basketballspieler kroatischer Abstammung.

## Laufbahn
Bukvić, dessen Eltern aus Zagreb stammen, gewann mit dem Nachwuchs des TuS Lichterfelde die deutsche Meisterschaft in der A-Jugend. Er wurde insbesondere von Emir Mutapčić gefördert und spielte mit „TuSLi“ in der 2. Basketball-Bundesliga. 1999 ging er in die Vereinigten Staaten ans Daytona State College (US-Bundesstaat Florida), studierte Betriebswirtschaftslehre und spielte mit der Basketballmannschaft in der NJCAA, der Vereinigung der Hochschulen mit zweijährigen Bildungsangeboten. Im Spieljahr 2000/01 bestritt der 2,04 Meter messende Flügelspieler 27 Einsätze für Daytona State und verbuchte dabei im Durchschnitt 7,3 Punkte je Begegnung. Noch während seiner Studentenzeit gründete er ein Unternehmer, das Hausarbeiten und Buchzusammenfassungen vertrieb, wurde von der Hochschulleitung jedoch gezwungen, die Tätigkeit einzustellen.
Bukvić ging nach Deutschland zurück und stand in der Saison 2001/02 im Aufgebot des Bundesligisten Mitteldeutscher BC. In 14 Bundesliga-Spielen brachte er es auf durchschnittlich 2,9 Punkte je Einsatz. Sein Höchstwert in der Spielklasse waren zwölf Punkte im Aufeinandertreffen mit Avitos Gießen im Dezember 2001. Er wechselte zum finnischen Erstligisten Porvoon Tarmo, für den er 2002/03 in 35 Ligaspielen im Schnitt 8,6 Punkte erzielte. Im Mai 2003 nahm er in Atlanta an einem Sichtungstraining im Vorfeld des Draftverfahrens der nordamerikanischen Liga NBA teil, im selben Jahr spielte Bukvić in einer Sommerliga im italienischen Treviso. Im Laufe des Spieljahres 2003/04 kehrte er zum Zweitligisten TuS Lichterfelde nach Berlin zurück. Im Frühjahr 2005 trainierte Bukvić beim italienischen Erstligisten Pallacanestro Reggiana mit, in Ligaspielen wurde er jedoch nicht eingesetzt.
Er baute ein Mietvermittlungsportal für Wohnungen, Dienstleistungen, Gebrauchsgegenstände und Veranstaltungen auf und wurde Anteilseigner bei einem Gutscheinportal. 2015 gründete er ein in Berlin ansässiges und in mehreren Ländern tätiges Unternehmen, das (Gemeinschafts-)Wohn- und Arbeitsflächen vermietet.